# Sammonlahti
Sammonlahti est le quartier numéro 65 de Lappeenranta Finlande,.

## Présentation
Les monuments remarquables sont l'église de Sammonlahti et le centre commercial Sammontori,.